# Hästskär (Eckerö, Åland)
Hästskär är en ö i Åland (Finland). Den ligger i Ålands hav eller Bottenhavet och i kommunen Eckerö i landskapet Åland, i den sydvästra delen av landet. Ön ligger omkring 30 kilometer nordväst om Mariehamn och omkring 300 kilometer väster om Helsingfors.
Öns area är 39,5 hektar och dess största längd är 2,1 kilometer i nord-sydlig riktning. Ön höjer sig omkring 20 meter över havsytan.